# 赤羽根健治
赤羽根 健治（あかばね けんじ、1984年10月31日 - ）は、日本の男性声優。千葉県出身。青二プロダクション所属。

## 来歴
父が日本国有鉄道時代からJRで就職していたこともあり、子供の頃は、電車の運転手に憧れていた。しかし父に鉄道会社でどんな仕事をしているかを聞いても教えてもらえず、次第に興味が薄れて鉄道マンになることを断念したという。
その頃は極度の人見知りだったこともあり、人とは上手く喋れなかったという
高校時代はなりたいものがなかったため、大学進学を目指していたが、志望校に落ちて浪人を経験。「このまま社会に出たら苦労するな」と不安に思い、受験勉強をしていたが、ラジオの声優レッスンのCMの「声優のレッスンをしませんか?」を聞いたことが切っ掛けで「演技やお芝居っていうのは人と関わらざるを得ない」と思っていたため、「荒療治だ」と思い、養成所に通うことを決めて、「声をデカくしよう」、「試しにやってみよう」と習い事感覚で声優養成学校に入所し、千葉の田舎から1年間、通っていた。
当時は本気で声優になりたいわけではなかったため、他の人物よりも技術も志も、色々なものが劣っていた。ほとんど素人同然だったため、入所していた当初から「こんなにできないんだったら続けるのは厳しいな」と思っていた。「業界は挨拶が基本です、元気に挨拶するレッスンをします」、「元気よくおはようございますと言いましょう」と言われたが、大きな声の挨拶ができず、「あなたはロボットね」と言われてへこみ、周囲からは「なんであんなやる気がないやつがいるんだ」、「芝居のできないやつだ」と悪く言われているのも知っており、「習い事感覚でも行くのはしんどいな」と思うようになっていた。「言われっぱなしなのは悔しすぎる。このままで終わるわけにはいかない」と思い、「このクラスで一番になってから辞めよう！」と決めたという。
実家の近くにあった田んぼで発声練習を始めて、発声を褒められるようになった。その後、成長を見ていてくれていた講師が、クラスで行っていた演劇の課題で、養成所の最後の集大成の舞台で主役に抜擢され、講師から「今ならできる」と言われ、練習を続けていくうちに、徐々に芝居の面白さに気づいていった。
週に何回かレッスンを受けていただけで、「本当にプロの声優になれるのかな？ 」と疑問がわき、通っていた間も声優事務所のオーディションを受けさせてもらう機会があったが、不合格。その養成所に通いながらほかの養成所の体験入学を続けていた。
一番良さそうに見えていたのはアミューズメントメディア総合学院であり、「週に5日、みっちりレッスンもあるところなら、力をつけられるだろう」とそれまで通っていた養成所を退所し、高校卒業の翌年の春に同総合学院に入学。
アニメ、声優が無知だったことからその勉強から始めて、声優雑誌を買い、付録に付いていた声優名鑑を読み、先輩の出演作をチェックするところから代表作を後追いで見始めていた。中でも衝撃を受けたのは、石田彰であり、「このキャラもあのキャラも、同じ石田さんがやっていたんだ！」と驚き、「あの格好いい声は櫻井孝宏さんだったんだ」、「こんな声優さんがいるんだ、僕が見たアニメの声優ってこういう人がやってたんだ」と勉強を始めて色々分かってきたという。
同総合学院には2年間通っていた。声優事務所のオーディションを受けていたが、志望していたところではなかったため、断っていたが、同総合学院で当時、新しくできた週1レッスンのゼミコースに入所ということだったため、1期生として入所。
その間に、「行き先を探そう」と思い、ゼミコースの終わりに受けていたオーディションで事務所も一度決まるも家族の都合でお詫び状を書いて全べて断っていたという。
一度は事務所に所属することを断念していたが、声優になりたい気持ちは変わらず、学校にも伝えており、「どうしよう」と思いつつ過ごしていた。その後、実家のほうも落ち着き、同学院に相談していたところもう一度、事務所のオーディションを受けさせてもらえることになり、「一年頑張ってダメなら、この業界に縁がなかったってことで、すっぱり声優になるのをあきらめよう」と考えていたが、青二プロダクションに合格し、同学院卒業後、同プロダクション所属となる。
養成所時代からアルバイトを経験しており、玩具店、ヘアカラーのサンプルを製作する内職、カメラ屋をしていた。
2008年、『はたらキッズ マイハム組』の野菜2役で事務所所属後初の収録を行った。2009年、『真マジンガー 衝撃!Z編 on television』の兜甲児役でテレビアニメ初主演を果たした。
2011年に『THE IDOLM@STER』のプロデューサー役を演じたことが一つの転機となった。これがきっかけで同作のファンからは赤羽根P（あかばねプロデューサーまたはあかばねピー）と呼ばれることもある。
2019年10月、テレビアニメ『Fate/Grand Order -絶対魔獣戦線バビロニア-』のバビロニア宣伝大使に田中美海とともに就任した。「WHAT's IN? tokyo」にて「ここがすごいぞ！TVアニメ『FGOバビロニア』」という、アニメ各話の感想や見どころなどを紹介する連載企画で、赤羽根は偶数話と最終話（21話）の解説を担当した。

## 人物・特色
声優として活躍しており、ラジオのパーソナリティも務めている。
役柄としては、ヘタレな男、いいヤツの役が多い。
趣味は散歩、陸上。特技は自転車組立。
友人の影響で中学時代は陸上部に所属していた。
ゲームも趣味だが、2013年時点では全然しておらず、昔はRPGが好きで、『ファイナルファンタジーシリーズ』、『ドラゴンクエストシリーズ』、『テイルズ オブ シリーズ』はプレイしていたという。
『テイルズ オブ シリーズ』は、『テイルズ オブ エクシリア2』をはじめ、多数出演しているが、赤羽根の声を聞くのが少し気恥ずかしくゲームに集中できてないという。赤羽根が演じてる『真・三國無双シリーズ』の夏侯覇は頑張って使っており、夏侯覇はシリーズが続くたびに少しずつ人気も上がってきており、「ありがたいな」と語る。
長男で、年の離れた妹2人がいる。

## 出演
太字はメインキャラクター。

### テレビアニメ
2006年
- 妖逆門-ばけぎゃもん-（ぷれい屋A、飛侯）

2008年
- 黒塚 KUROZUKA（鳶）
- しゅごキャラ!!どきっ（学生）
- スキップ・ビート!（警備員、だるまや常連客、スタッフ）
- はたらキッズ マイハム組（野菜2）
- ONE PIECE（2008年 - 2015年、トビウオライダー、オレナミ、ブロンディ、アンモナイツ、ケンタウロス 他）

2009年
- あにゃまる探偵 キルミンずぅ（半田シェイシェイ）
- かなめも（隊員）
- クイーンズブレイド 流浪の戦士（観客C）
- グイン・サーガ（セム族、モンゴール兵）
- ゲゲゲの鬼太郎（第5作）（猛霊八惨、工事業者）
- ケロロ軍曹（通行人）
- 真マジンガー 衝撃! Z編（兜甲児）
- 戦場のヴァルキュリア（兵士）
- DARKER THAN BLACK -流星の双子-（研究員、少年A）
- 大正野球娘。（伊沢）
- ドラゴンボール改（2009年 - 2014年、部下、フリーザの部下、兵士、男性市民、カメラマン、イコーセ 他） - 2シリーズ
- ねぎぼうずのあさたろう（下引き、子分）
- 初恋限定。（男性客B）
- 東のエデン（AKX20000）

2010年
- Angel Beats! ANOTHER EPILOGUE（男子A）
- オオカミさんと七人の仲間たち（大路明宏）
- おおきく振りかぶって 〜夏の大会編〜（田中光照）
- おとめ妖怪 ざくろ（男）
- 怪談レストラン（悪魔、男子生徒）
- セキレイ〜Pure Engagement〜（葦牙B）
- ジュエルペット てぃんくる☆（レオン）
- 侵略!イカ娘（男A）
- STAR DRIVER 輝きのタクト（ダイ・タカシ / バンカー）
- ダンス イン ザ ヴァンパイアバンド（シンヴァ）
- デジモンクロスウォーズ（2010年 - 2012年、イビルモン、スコピオモン、メタルマメモン、チューチューモン、ハニービーモン 他） - 3シリーズ
- 咎狗の血（警官）
- 薄桜鬼 碧血録（兵）
- FORTUNE ARTERIAL 赤い約束（男子、演劇部員）
- メタルファイト ベイブレード 爆（悪党A）

2011年
- THE IDOLM@STER（2011年 - 2012年、プロデューサー） - 1シリーズ+特別編
- あの日見た花の名前を僕達はまだ知らない。（男子生徒、男子B）
- 異国迷路のクロワーゼ The Animation（風船売り）
- カードファイト!! ヴァンガード（2011年 - 2020年、光定ケンジ） - 8シリーズ
- 快盗天使ツインエンジェル〜キュンキュン☆ときめきパラダイス!!〜（警備員C、結婚詐欺師、村人A、警備員A）
- 神様のメモ帳（組員B、組員A、スタッフA、組員C）
- 君と僕。（2011年 - 2012年、バスケ部主将、タオル、男子生徒(2)、生徒会委員）
- GOSICK -ゴシック-（軍人、書記）
- セイクリッドセブン（生徒3、研究員、石井、教師、アナウンス）
- 探偵オペラ ミルキィホームズ サマー・スペシャル（ガードマン）
- 爆丸バトルブローラーズ ガンダリアンインベーダーズ（コージ）
- 花咲くいろは（竹田竹夫、ナンパ男）
- 緋弾のアリア（男子生徒C、アナウンス）
- まじっく快斗（男子、警官）
- 夢喰いメリー（YOKATO）
- ラストエグザイル-銀翼のファム-（整備士）

2012年
- 戦姫絶唱シンフォギア（2012年 - 2019年、藤尭朔也、人々） - 5シリーズ
- アクエリオンEVOL（男子、オペレーター男子、アナウンス、兵士、職員 他）
- AKB0048（若者）
- 織田信奈の野望（雨森弥兵衛）
- ゼロの使い魔F（神官A、騎士A）
- 聖闘士星矢Ω（ラーニョA、マーシアン、生徒）
- ソードアート・オンライン（2012年 - 2020年、テツオ） - 2シリーズ
- ちびまる子ちゃん（電車のアナウンス）
- ハイスクールD×D（神父）
- BRAVE10（弐虎）
- ポケットモンスター ベストウイッシュ（アッキー）
- マギ（2012年 - 2014年、Mナンド） - 2シリーズ

2013年
- 宇宙戦艦ヤマト2199（南部康雄、ゆきかぜレーダー士、医師、整備士、陪審員 他）※2012年劇場先行公開
- サムライフラメンコ（2013年 - 2014年、ギャラガー、エンレッド）
- 探検ドリランド（ゼノ）
- メガネブ!（相馬鏡）

2014年
- アオハライド（内宮晴彦）
- エスカ&ロジーのアトリエ 〜黄昏の空の錬金術士〜（アウィン・サイドレット）
- オレカバトル（2014年 - 2015年、大地の騎士ロック、キジベー）
- テラフォーマーズ（2014年 - 2016年、イワン・ペレペルキナ） - 2シリーズ

2015年
- ケイオスドラゴン 赤竜戦役（浮ガク）
- 対魔導学園35試験小隊（霧ヶ谷京夜）
- ドラゴンボール超（記者）
- トリアージX（三神嵐）
- パンチライン（寺岡龍都）
- 魔法少女リリカルなのはViVid（実況アナウンス）
- みにヴぁん（ギャラティン、光定ケンジ）
- ワールドトリガー（2015年 - 2021年、研究生、若村麓郎） - 2シリーズ

2016年
- アクティヴレイド -機動強襲室第八係- 2nd（パラポネラ）
- 三者三葉（山路充嗣）
- タイガーマスクW（ボビー・ニュートン）
- 美少女戦士セーラームーンCrystal Season III（先輩）
- Bloodivores（ミ・リュウ）
- 魔装学園H×H（飛弾傷無）
- ReLIFE（上岡善）

2017年
- 正解するカド（浅野修平）
- 境界のRINNE（風見シュウ）
- はじめてのギャル（石田景吾）
- イケメン戦国◆時をかけるが恋は始まらない（猿飛佐助）
- 時間の支配者（ブレイズ）
- バチカン奇跡調査官（タバニーノ）
- 王様ゲーム The Animation（豊田秀樹）
- 大正メビウスライン ちっちゃいさん（伊勢馨、伊勢薫）
- お酒は夫婦になってから（白石正樹）

2018年
- 一人之下 羅天大醮篇（賈正亮）
- タイムボカン 逆襲の三悪人（クラレンス）
- ヲタクに恋は難しい（一条良樹）
- ゲゲゲの鬼太郎（第6作）（ユウスケ）
- かくりよの宿飯（三成）
- ハッピーシュガーライフ（男性警察官）

2019年
- 爆丸バトルプラネット（2019年 - 2020年、マサト・カザミ）

2020年
- 八十亀ちゃんかんさつにっき シリーズ（2020年 - 2022年、鉄平） - 3シリーズ
- 新サクラ大戦 the Animation（カミンスキー）
- アサティール 未来の昔ばなし（次兄アッザム）
- 宇崎ちゃんは遊びたい!（2020年 - 2022年、桜井真一、アンチチョコミン党） - 2シリーズ
- BORUTO-ボルト- NARUTO NEXT GENERATIONS（ヨルガ）

2021年
- 世界最高の暗殺者、異世界貴族に転生する（ルーグ）
- 古見さんは、コミュ症です。（2021年 - 2022年、地洗井茂夫） - 2シリーズ

2022年
- 怪人開発部の黒井津さん（ブラックブレイダー）
- パリピ孔明（RYO）
- このヒーラー、めんどくさい（オーク）
- 異世界薬局（アダム）
- シルバニアファミリー シリーズ（2022年 - 2023年、フレイジャー・チョコレート） - 2シリーズ

2023年
- 文豪ストレイドッグス（三田村）
- 最強陰陽師の異世界転生記（コーデル）
- 吸血鬼すぐ死ぬ2（吸血鬼脱衣麻雀クラブ 頭）
- 逃走中 グレートミッション（2023年 - 2025年、望月ヤマト、ベルンガ、観客）
- 異世界召喚は二度目です（ブラッド・アレグラ）
- レベル1だけどユニークスキルで最強です（アダルバード）
- アイドルマスター ミリオンライブ！（チーフプロデューサー）
- ラグナクリムゾン（2023年 - 2024年、ゴーレム）
- 薬屋のひとりごと（2023年 - 2025年、李白） - 2シリーズ

2024年
- 佐々木とピーちゃん（マティス）

### 劇場アニメ
2009年
- 仏陀再誕
- ONE PIECE FILM STRONG WORLD

2011年
- 手塚治虫のブッダ -赤い砂漠よ!美しく-

2012年
- セイクリッドセブン 銀月の翼（研究員）
- ストライクウィッチーズ 劇場版
- ONE PIECE FILM Z

2013年
- 劇場版 あの日見た花の名前を僕達はまだ知らない。（作業員B）
- ドラゴンボールZ 神と神

2014年
- THE IDOLM@STER MOVIE 輝きの向こう側へ!（プロデューサー）
- 宇宙戦艦ヤマト2199 星巡る方舟（南部康雄）
- 劇場版 カードファイト!! ヴァンガード ネオンメサイア（光定ケンジ）
- 聖闘士星矢 LEGEND of SANCTUARY（紫龍）

2018年
- モンスターストライク THE MOVIE ソラノカナタ（デーヴァダッタ）

2019年
- センコロール2（ゴトウダ）

### OVA
- とある科学の超電磁砲（2010年、アンチスキル）
- ドラゴンボール 超サイヤ人絶滅計画（2010年、大猿）
- 最遊記外伝（2011年）
- 戦場のヴァルキュリア3 誰がための銃瘡（2011年、アンナの父、隊長）
- THE IDOLM@STER SHINY FESTA（2012年、プロデューサー）
- トリアージX（2015年、三神嵐）※単行本12巻Blu-ray付き限定版
- 宇宙戦艦ヤマト2202 愛の戦士たち（2017年、南部康雄[68]）※ODS作品
- はじめてのギャル（2017年、石田景吾） - コミックス第5巻BD付き限定版
- ヲタクに恋は難しい（2021年、一条良樹、良恵） - 単行本第10・11巻OAD付き特装版

### Webアニメ
2010年代
- +チック姉さん（2011年、生徒会B）
- 美少女戦士セーラームーンCrystal（2014年、先輩）
- ホイッスル!（ボイスリメイク版）（2016年、三上亮）
- 未来色の風景（2017年、誠司）
- 神酒ノ尊-ミキノミコト-（2018年 - 2019年、越乃景虎 ）

2020年代
- 爆丸アーマードアライアンス（2020年 - 2021年、マサト・カザミ）
- 爆丸ジオガンライジング（2021年、マサト・カザミ）
- 爆丸エボリューションズ（2022年、マサト・カザミ）
- 風都探偵（2022年、真島伸太郎）
- Fate/Grand Order 藤丸立香はわからない（2023年、渡辺綱）
- 爆丸レジェンズ（2023年、マサト・カザミ）

### ゲーム
2007年
- そしてこの宇宙にきらめく君の詩XXX

2009年
- Another Time Another Leaf 鏡の中の探偵（須加原拓真）
- Ys SEVEN（ガッシュ）
- 仮面ライダー クライマックスヒーローズ（2009年 - 2012年、仮面ライダーゼロノス） - 5作品
- Starry☆Sky 〜in Spring〜
- VitaminZ
- ラブプラス

2010年
- Another Century's Episode:R
- Angelic Crest（主人公キャラクター〈男〉）
- ゴッドイーター（プレイヤーボイス、一般神機使い、カレル・シュナイダー）
- STORM LOVER（大原志岐、酉水悟）
- 戦場のヴァルキュリア2 ガリア王立士官学校（エリク・カンプマン、ユジム）
- タイムクライシス レイジングストーム - PlayStation 3版
- テイルズ オブ ファンタジア なりきりダンジョンX
- トリニティ ジルオール ゼロ（男2）
- BLUE ROSES 〜妖精と青い瞳の戦士たち〜（ベリー）
- 北斗無双（将兵3、将兵4、無法者）
- マリッジロワイヤル プリズムストーリー
- L@ve once（千鳥竜一）

2011年
- アンチェインブレイズ レクス（ニーズヘッグ）
- 学園特救ホトケンサー（紺藤龍一 / ホトケンブルー）
- 機動戦士ガンダム オンライン（男性パイロット1）
- Code 18
- 真・三國無双6（2011年 - 2012年、夏侯覇、エディット男・侍）
- 真・三國無双 NEXT（夏侯覇）
- スーパー戦隊バトル レンジャークロス（ゴーオンレッド）
- STAR DRIVER 輝きのタクト 銀河美少年伝説（ダイ・タカシ / バンカー）
- 第2次スーパーロボット大戦Z（2011年 - 2012年、兜甲児、一般兵） - 2作品
- テイルズ オブ エクシリア
- テイルズ オブ ザ ワールド レディアント マイソロジー3（ヒーローズボイス）
- TROY無双
- 無双OROCHI 2（夏侯覇）
- 龍が如く OF THE END

2012年
- アンチェインブレイズ エクシヴ（ニルス）
- 英雄伝説 零の軌跡 Evolution（ラウ）
- オール仮面ライダー ライダージェネレーション2（仮面ライダーゼロノス）
- 幻想水滸伝 紡がれし百年の時（グワイニー、ネオス）
- 新・剣と魔法と学園モノ。刻の学園
- 真・北斗無双（無法者）
- スーパーロボット大戦OGサーガ 魔装機神II REVELATION OF EVIL GOD
- 第2次スーパーロボット大戦OG
- テイルズ オブ イノセンス R
- テイルズ オブ エクシリア2（ターネット、ヴォルト）
- テイルズ オブ ザ ヒーローズ ツインブレイヴ（エネミーボイス）
- デジモンワールド リ:デジタイズ
- NEWラブプラス（黒木修）

2013年
- エスカ&ロジーのアトリエ 〜黄昏の空の錬金術士〜（アウィン・サイドレット）
- カードファイト!! ヴァンガード ライド トゥ ビクトリー!!（光定ケンジ）
- カオス ヒーローズ オンライン（アキロ、ライカン）
- 仮面ライダー バトライド・ウォー（仮面ライダーゼロノス）
- 機装猟兵ガンハウンドEX（ジェイソン・"キッド"・パウエル）
- ゴッドイーター2（プレイヤーボイス）
- ジョジョの奇妙な冒険 オールスターバトル（グイード・ミスタ）
- 真・三國無双7（夏侯覇）
- スーパーロボット大戦OGサーガ 魔装機神III PRIDE OF JUSTICE
- スーパーロボット大戦Operation Extend（兜甲児）
- STORM LOVER 2nd（四谷彰）
- 討鬼伝（秋水）
- 図書室のネヴァジスタ THE FOOL（久保谷瞠）
- 嫁コレ（相馬鏡）
- ワンピース 海賊無双2（海賊隊長3、海賊2、魚人）

2014年
- カードファイト!! ヴァンガード ロック オン ビクトリー!!（光定ケンジ）
- 仮面ライダー サモンライド!
- 仮面ライダー バトライド・ウォーII（仮面ライダーゼロノス）
- CV 〜キャスティングボイス〜（伴勇次）
- 金色のコルダ3 AnotherSky feat.至誠館（照辺一寿）
- 翠星のガルガンティア ONLINE FLEET（エルネスト）
- スーパーロボット大戦OGサーガ 魔装機神F COFFIN OF THE END
- モンスター烈伝 オレカバトル（土の戦士ロック / 大地の闘士ロック / 大地の騎士ロック / 大地の勇者ロック〈2015年から登場〉 /  不屈の闘士ロック〈2016年から登場〉）
- 第3次スーパーロボット大戦Z（2014年 - 2015年、兜甲児、コード：ブラック） - 3作品
- 大正メビウスラインPORTABLE（伊勢薫、伊勢馨）
- テイルズ オブ リンク（フェイル）
- フリーダムウォーズ（ユリアン・サダート#e）
- ブレードアークス from シャイニング（リュウガ）

2015年
- イケメン戦国◆時をかける恋（猿飛佐助）
- 英雄伝説 空の軌跡 FC Evolution（ロッコ）
- ケイオスドラゴン 混沌戦争（王倫）
- ゴッドイーター2 レイジバースト（プレイヤーボイス）
- ゴッドイーターリザレクション（プレイヤーボイス）
- 重装機兵レイノス（ジェフ・ロバーツ少尉）
- ジョジョの奇妙な冒険 アイズオブヘブン（グイード・ミスタ）
- 白猫プロジェクト（アマタ・ヒノデ）
- スーパーロボット大戦BX（兜甲児）
- チェインクロニクル（氷の勇剣士 カル）
- 夢王国と眠れる100人の王子様（リド、アルマリ）
- ワールド エンド エクリプス（キリク）

2016年
- カードファイト!! ヴァンガードG ストライド トゥ ビクトリー!!（光定ケンジ）
- スーパーロボット大戦X-Ω（2016年 - 2020年、イヌイ・アサヒ、兜甲児〈ZERO ver.〉、すしポプ子）
- 追憶の青（ロビン）
- 罪喰い 〜千の呪い、千の祈り〜（永海連）
- テイルズ オブ ベルセリア
- 文豪とアルケミスト（中野重治）
- ヤマトクロニクル創世（ヤマトタケル）

2017年
- スーパーロボット大戦V（兜甲児、南部康雄）
- パラノーマルキス -Paranormal Kiss-（板倉珪、姫川葉、雑賀譲司）
- フィッシュアイランド2（ハネル）

2018年
- スーパーロボット大戦X（兜甲児）
- Fate/Grand Order（2018年 - 2024年、カドック・ゼムルプス、渡辺綱）
- Caligula Overdose -カリギュラ オーバードーズ-（琵琶坂永至）
- ドラゴンボール レジェンズ（シャロット）
- うたわれるもの斬（DLC追加ナレーション）
- 無双OROCHI 3（夏侯覇）
- ワールドエンドヒーローズ（矢後勇成）
- オンエア!（愛澤心）

2019年
- リボルバーズエイト（金太郎）
- ゴシックは魔法乙女〜さっさと契約しなさい!〜（ハウト）
- アルカ・ラスト 終わる世界と歌姫の果実（クロウ）
- 鬼ノ哭ク邦（ザーフ）
- 幻奏喫茶アンシャンテ（ミシェル・アレックス）
- ブレイドエクスロード（ハイネ・ヴェルゼヴェタ）
- 刀剣乱舞 ONLINE（2019年 - 2024年、源清麿）
- ヴァンガード ZERO（光定ケンジ）

2020年
- 機動戦隊アイアンサーガ（兜甲児）
- テイルズ オブ クレストリア（フォルテ）
- VALIANT TACTICS（ヴァイン）
- CARAVAN STORIES（アストゥス）
- ワールズエンドクラブ（兄貴）
- KAMEN RIDER memory of heroez（スミロドン・ドーパント、ガメル）
- ひめひび Another Princess Days 〜White or Black〜（紙袋中人）

2021年
- ラクガキ キングダム（アマンティノ）
- スーパーロボット大戦DD（2021年 - 2024年、アキラ、イヌイ・アサヒ）
- スーパーロボット大戦30（2021年 - 2022年、イヌイ・アサヒ、レイノルド・ハーディン）

2022年
- 夢職人と忘れじの黒い妖精（ナナシ）
- グランブルーファンタジー（キンダー）
- ライブアライブ（アキラ〈田所晃〉）
- 聖塔神記 トリニティトリガー（アーテル / イグメント）

2023年
- アイドルマスター ミリオンライブ! シアターデイズ（2023年 - 2024年、チーフプロデューサー）

2024年
- クイズRPG 魔法使いと黒猫のウィズ（篁キリヤ）
- 百英雄伝（セイ・ケースリング）

2025年
- アイアンサーガVS（兜甲児）

### ドラマCD
- アイドルマスター 劇場版制作決定記念チケット同梱「765プロ入社説明CD」（プロデューサー）
- アイリス・ゼロ（時田晴海）
- 英雄伝説 空の軌跡 オリビエ物語 〜未完成の叙事詩〜
- 英雄伝説 零の軌跡 プレストーリー 審判の指環
- 俺の彼女と幼なじみが修羅場すぎる
- カレンダーボーイ（海の日）
- 金色のコルダ2 〜青空トーン〜、〜熱風ウィング〜（ハンドボール部員）
- 恋チョイ! 〜大学生編〜（鳴海慶太）
- 世界最高の暗殺者、異世界貴族に転生する（ルーグ）
- 戦国IXA ドラマCD -絆- 其ノ弐（平手汎秀）
- たいようのいえ（メガネ〈藤田〉）
- 図書室のネヴァジスタ ドラマCD（久保谷瞠）
- となりの怪物くん（トミオ、安藤）
- 薄桜鬼 ドラマCD 〜千鶴誘拐事件帳〜（井町）
- 光る猫爪（糸島翔風[132]）
- 魔法メイド少女きよちゃん☆（ご主人さま、クラス担任）
- 身代わり伯爵の結婚（白百合騎士団）

### BLCD
- カラフル男子（青二）
- KEEP OUT（ジョン）
- 座布団（喜久）
- 躾けてとかして暴いて愛でて（橘花純生）
- タナトスの双子1912（憲兵、兵B）
- できちゃった男子 ハングリー編（遠藤東）
- できちゃった男子 波留日編（遠藤東）
- どうしても触れたくない（元彼）
- 僕らの三ツ巴戦争（相沢泰司[133]）
- ヤンデレ天国（ヘブン）BL 〜真誠学園男子寮編〜（姫野弓由）

### ラジオドラマ
2009年
- 青山二丁目劇場
  - 死ぬほどうまい話（井上智）
  - 僕と不機嫌なシェフ（尾田明彦）

2011年
- 青山二丁目劇場「コミュニケーションという名の…」（青木）
- 花の慶次

2013年
- 青山二丁目劇場
  - 流氷の秘密（小山田健太郎）
  - 口笛は、まだ聞こえている（清吉）
  - 牡丹燈籠　真夜中のヒロイン（タカシ）
  - 町の底を流れるのは（チカシ）

2014年
- 青山二丁目劇場
  - 息子の彼女（潤）
  - ぽっちゃりでもいいじゃない（友樹）

### 吹き替え

#### 映画
- 明日、君がいない（テオ）
- イラク -狼の谷-（アメリカ中尉）
- 小悪魔はなぜモテる?!（トッド）
- トランスモーファー -人類最終戦争-（アンドルーズ）
- 麒麟麦酒 「キリンのどごし〈生〉 カンフースター篇」（石田和大） - CMおよび短編映画「弩裏威夢拳」

#### ドラマ
- 愛の温度（オン・ジョンソン〈ヤン・セジョン〉）※テレビ東京版
- ギルモア・ガールズ #103

#### アニメ
- ガーフィールド・ザ・ヒーロー（ジョン）
- 魔道祖師（金子軒[142]）

### デジタルコミック
- VOMIC てとくち（2013年、大黒屋徳兵衛[143]）
- VOMIC ONE PIECE（海賊）
- 地球の放課後（2014年、川村正史[144]）
- 宇崎ちゃんは遊びたい!（2018年、先輩）
- 31番目のお妃様（2020年、ガロン[145]）
- しめるちゃんはつきまといたい（2020年、甘楽くん[146]）
- 月華国奇医伝（2021年、シン[147]）
- 田舎の美少年（2021年、今倉[148]）

### オーディオブック
- スマホを落としただけなのに（2018年）
- medium 霊媒探偵城塚翡翠（2020年、香月史郎/朗読[149]）

### オーディオドラマ
- THE IDOLM@STER MOVIE 輝きの向こう側へ！「劇場版追加エピソードボイスドラマ」（2014年、プロデューサー[150]）
- THE IDOLM@STER「No Make+!」（2015年、プロデューサー）
- 新宿コネクティブ（2017年、大木主水[151][152]）
- ヒマワリ:unUtopial World（2017年、川村ヒデオ[153]）※第5巻特典オーディオドラマ
- 特殊性癖教室へようこそ（2018年、伊藤真実[154]）
- 歴史ゴーストバスターズ2（2021年、狐屋コオリ[155]）
- 燈の守り人～幻想夜話～（2023年、安乗埼灯台[156]））

### 特撮
- 仮面ライダー×仮面ライダー W&ディケイド MOVIE大戦2010（2009年、スカイライダーの声、ファイズの声）
- 宇宙戦隊キュウレンジャーVSスペース・スクワッド（2018年、ジライヤの声）
- スーパー戦隊シリーズ
  - 魔進戦隊キラメイジャー（2020年 - 2021年、魔進マッハ / グリーンキラメイストーンの声[157]） - テレビシリーズ +関連作品[一覧 17]
  - ナンバーワン戦隊ゴジュウジャー（2025年、ゴーグル・ゴーの声[158]）

### ラジオ
※はインターネット配信。
- プラス+プラス2nd（2008年 - 2009年、超!A&G+）
- 草尾毅と赤羽根健治のマ・どうにかアニメージュ（2009年、アニメージュモバイル※）
- 蒼藤学園占術科放送室（2009年 - 2010年、ラジオ大阪）
- ホトケンらじお（2011年 - 2012年、ニコニコ生放送※）
- 日本総メガネ化計画ラジオ（2013年 - 2014年、音泉※[159]）
- イケメン戦国生ラジオ 〜今夜は朝まで離さない〜（2015年 - 、ニコニコ生放送※）
- イケメン戦国ガチらじお 〜今夜は聴くまで離さない〜（2018年 - 2019年、ラジオ大阪・ニコニコ動画※・YouTube※・ラジオクラウド※[160]）
- 神原大地・赤羽根健治のカンバネラ放送局（2019年 - 2020年、ニコニコ生放送※）
- 宇崎ちゃんは遊びたい！ SUGOI RADIO〜先輩が可愛そうなんで一緒に喋ってあげるッス！〜（2020年、音泉※[161]）
- アイドルマスターチャンネル・アイマス給湯室（2021年 - 、YouTube※）[162][163]
- 和田昌之と赤羽根健治のWADAX Radio（2021年 - 、超!A&G+※[164]）

### ラジオCD
- ラジオCD「立ち上がれ!僕らのヴァンガード」Vol.5（録りおろし特別版ゲスト）[165]

### 映像商品
- THE IDOLM@STER 7th ANNIVERSARY 765PRO ALLSTARS みんなといっしょに!（2012年、場内ナレーション）
- THE IDOLM@STER MUSIC FESTIV@L OF WINTER!!（2013年、場内ナレーション）
- THE IDOLM@STER 8th ANNIVERSARY HOP! STEP!! FESTIV@L!!!（2014年、場内ナレーション）
- THE IDOLM@STER M@STERS OF IDOL WORLD!!2014（2014年、場内ナレーション）
- THE IDOLM@STER M@STERS OF IDOL WORLD!!2015（2016年、場内ナレーション＆コーナー出演）
- 大ゆーたく祭2016 in舞浜アンフィシアター〜夏祭り＆私立友拓学園DVD〜（2016年）
- 金色のコルダ Featuring 至誠館高校 Op.2 - コーエー（2017年）
- THE IDOLM@STER PRODUCER MEETING 2017 765PRO ALLSTARS FUN TO THE NEW VISION!!（2017年、司会、特典映像ナレーション）
- リアル宝探し 〜海神ポセイドーンを封印せよ〜in 横浜・八景島シーパラダイス（2017年）
- 人狼バトル lies and the truth 2018 OCTOBER〜人狼VS侍〜（2019年）

### 舞台
- 饗宴『茜さすセカイでキミと詠う〜絆〜』（2021年5月12日 - 18日、CBGKシブゲキ!!） - イナバ 役（声の出演）[166]
- 立て！マジンガーZ!!（2022年11月26日・11月29日、こくみん共済 coop ホール／スペース・ゼロ） - 兜甲児 役（声の出演）[167]

### 朗読劇
- 声の優れた俳優によるドラマリーディング 日本文学名作選 vol. 4 『三四郎／門』（2017年5月2日、紀伊國屋サザンシアター TAKASHIMAYA）[168]
- 極上文學 第12弾『風の又三郎・よだかの星』（2018年3月8日 - 13日、紀伊國屋ホール） - 語り師[169]
- 声の優れた俳優によるドラマリーディング 日本文学名作選 第六弾『舞姫事件-鴎外輪舞曲-』（2018年4月12日 - 13日、紀伊國屋サザンシアター TAKASHIMAYA）[170]
- 声のプロフェッショナルが奏でるリーディングシェイクスピア『マクベス』（2020年12月3日、池袋サンシャイン劇場） - マクベス 役[171]
- 朗読と能で描く陰陽師と鬼の世界『幽玄朗読舞・KANAWA』（2021年9月3日、銀座博品館劇場） - 安倍晴明 役[172]
- 朗読で描くミステリー『アルセーヌ・ルパン〜ああ、哀しき怪盗紳士〜』（2021年10月20日、紀伊國屋ホール） - ガニマール警部 役[173]
- 声劇「燈の守り人 ～明治開国編～」（2021年11月1日、OPENREC.tv（オンライン配信のみ）） - ブラントン 役
- 朗読劇『ネコたん！〜猫町怪異奇譚〜』（2024年5月14日、あうるすぽっと） - サクタロー 役[174]

### 玩具
- 魔進戦隊キラメイジャー 煌輝変身ブレス DXキラメイチェンジャー（2020年3月7日）
- 魔進戦隊キラメイジャー 最煌弓 DXキラフルゴーアロー（2020年10月3日）
- 魔進戦隊キラメイジャー キラメイチェンジャー -MEMORIAL EDITION-（2022年11月）

### その他コンテンツ
- いっつ365（火曜日アシスタント）
- ウルトラジャンプCM（グイード・ミスタ）
- 声優チャット
- はたらく自動車 スーパー大百科 付録DVD（ナレーション）
- 『エクシズ・フォルス』PV（2009年、ナレーション）
- イメージビデオ『キャバクラへGO!〜No.1嬢 原幹恵〜』（2010年、ナレーション）
- 仮面ライダー×スーパー戦隊×宇宙刑事 スーパーヒーロー大戦Z 公開記念 仮面ライダーウィザード スペシャルイベントZ（2013年、ショッカー戦闘員の声）
- きこえるアイロニー（田空想介[175][176]）※東京藝術大学 音楽環境創造科 大学院音楽音響創造・芸術環境創造 卒業制作・論文 / 修士論文発表会 2015
- 『少女願うに、この世界は壊すべき 〜桃源郷崩落〜』PV（2020年、神津彩紀[177]）
- ガンダムエース『機動戦史ガンダム武頼』スペシャルPV（2020年、如月虎鉄）
- 『服を着るならこんなふうに』コミックス10巻発売CM（2020年、ナレーション/佐藤祐介[178]）
- 『英雄教室の超越魔術士』PV（2020年、ナレーション[179]）
- 『アマルガム・ハウンド』PV（2022年、テオ[180]）
- 燈の守り人 灯台音声ガイド 三重県志摩市 安乗埼灯台（2023年）[156]

## ディスコグラフィ

### キャラクターソング
| 発売日         | 商品名                                                      | 歌                                                             | 楽曲                                                              | 備考                                             |
| -------------- | ----------------------------------------------------------- | -------------------------------------------------------------- | ----------------------------------------------------------------- | ------------------------------------------------ |
| 2012年9月26日  | THE IDOLM@STER ANIM@TION MASTER 生っすかSPECIAL 03          | プロデューサー（赤羽根健治）                                   | 「YELL〜エール〜」 「明日があるさ（ジョージアで行きましょう編）」 | テレビアニメ『THE IDOLM@STER』関連曲             |
| 2013年12月20日 | メガネブ！ BD&DVD第1巻 通常特典CD                           | 相馬鏡（赤羽根健治）                                           | 「WORLD WIDE!」                                                   | テレビアニメ『メガネブ！』関連曲                 |
| 2016年11月2日  | 夢王国と眠れる100人の王子様 音100シリーズ〜Vol.1 宝石の国〜 | ティーガ（岸尾だいすけ）、サイ（蒼井翔太）、リド（赤羽根健治） | 「君のために輝くジュエル」                                        | ゲーム『夢王国と眠れる100人の王子様』関連曲      |
| 2018年3月28日  | ポプテピピック ALL TIME BEST                                | ポプ子（赤羽根健治）、ピピ美（武内駿輔）                       | 「POPPY PAPPY DAY」 「POPPY PAPPY DAY（Route66 Mix）」            | テレビアニメ『ポプテピピック』エンディングテーマ |
| 2018年3月28日  | ポプテピピック ALL TIME BEST                                | ポプ子（赤羽根健治）、ピピ美（武内駿輔）                       | 「恋して♡ポプテピピック」 「LET'S POP TOGETHER」                  | テレビアニメ『ポプテピピック』挿入歌             |
| 2018年3月28日  | ポプテピピック ALL TIME BEST                                | おりこうモンキーズ                                             | 「オリコうんナンバーワン」 「売れたいモンキーズ」                 | テレビアニメ『ポプテピピック』挿入歌             |
| 2021年11月3日  | 宇崎ちゃんは遊びたい！ サウンドこれくしょん                 | 宇崎花（大空直美）、桜井真⼀（赤羽根健治）                     | 「青春スイマー」                                                  | テレビアニメ『宇崎ちゃんは遊びたい！』関連曲     |